# 사그
사그(마이틸리어·비하르어·힌디어: साग, 말라얄람어: സാഗ്, 벵골어: সাগ, 우르두어·펀자브어: ساگ, 칸나다어: ಸಾಗ್, 타밀어: சாக், 텔루구어: సాగ్, 펀자브어: ਸਾਗ), 사고(오리야어: ଶାଗ)는 남아시아에서 여러 가지 잎채소 및 잎채소 커리를 뜻하는 말이다. 로티나 난 같은 납작빵이나 쌀밥과 함께 먹는다.

## 종류
갓, 시금치, 말라바시금치, 콜라드, 공심채, 비름, 모링가, 호로파 등 여러 가지 채소가 "사그"로 불린다.
- 사롱 다 사그
- 사그 고슈트
- 사그 파니르
- 알루 사그

## 같이 보기
- 고르메 사브지
- 팔락 파니르
- 사롱 다 사그
- 체나
- 나물